# 羅南区域
羅南区域（ラナムくいき）は、朝鮮民主主義人民共和国咸鏡北道清津市に属する区域。
日本統治時代には第19師団司令部が置かれ、軍都として知られた。また、咸鏡北道庁所在地でもあった。
現在も朝鮮人民軍（北朝鮮軍）の軍事拠点とされている。

## 地理
清津市域の南部に位置し、日本海に面する。

## 行政区画
19洞・2里を管轄する。
| - 羅北一洞（ラブギルトン） - 羅北二洞（ラブギドン） - 羅城洞（ラソンドン） - 羅興一洞（ラフンイルトン） - 羅興二洞（ラフンイドン） - 楽園一洞（ラグォニルトン） - 楽園二洞（ラグォニドン） - 龍川洞（リョンチョンドン） - 梨谷洞（リゴクトン） | - 鳳泉一洞（ポンチョニルトン） - 鳳泉二洞（ポンチョニドン） - 鳳泉三洞（ポンチョンサムドン） - 富岩洞（プアムドン） - セゴリ洞（セゴリドン） - 新興洞（シヌンドン） - 恩徳洞（ウンドクトン） - 平和洞（ピョンファドン） - 豊谷洞（プンゴクトン） - 檜郷洞（フェヒャンドン） - 龍岩里（リョンアムニ） - 鳳岩里（ポンアムニ） |

## 歴史

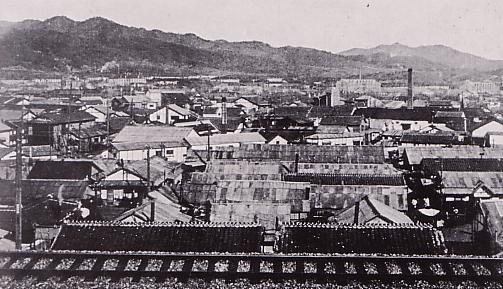
日本統治時代の羅南

歴史的には咸鏡道鏡城郡の一部。日本統治時代には咸鏡北道に属した。
- 1914年 - 鏡城郡梧村面に羅南町、美吉町、生駒町、初瀨町が設置。
- 1915年、大日本帝国陸軍の第19師団司令部が置かれた。
- 1920年 - 咸鏡北道庁が鏡城で羅南に移転。軍事・行政の中心地であったため日本人居留者も多かった。
- 1930年 - 梧村面が分割され、羅南面・鏡城邑が発足。
- 1931年 - 羅南面が羅南邑に昇格。
- 1940年3月 - 羅南邑の一部が清津府に編入。

### 年表
この節の出典
- 1960年10月 - 咸鏡北道羅南市羅興洞・平和洞・梨谷洞・豊谷洞・解放洞・新興洞・龍岩里・羅北里・漁游里・富潤里・檜郷里・鳳岩里・龍川里をもって、清津市羅南区域を設置。(7洞5里)
  - 富潤里が富潤洞に昇格。
  - 解放洞が羅城洞に改称。
  - 龍川里が漁游里に編入。
- 1963年11月 - 清津市の昇格に伴い、清津直轄市羅南区域となる。(8洞5里)
  - 羅興洞・羅城洞の各一部が合併し、羅興一洞が発足。
  - 羅興洞の残部および羅城洞・新興洞の各一部が合併し、羅興二洞が発足。
- 1967年 - 富潤洞が富潤労働者区に降格。(7洞1労働者区5里)
- 1970年7月 - 清津直轄市の降格に伴い、咸鏡北道清津市羅南区域となる。(7洞4里)
  - 富潤労働者区・漁游里が新設の清津市富潤区域に編入。
- 1977年11月 - 清津市の昇格に伴い、清津直轄市羅南区域となる。(7洞4里)
- 1978年10月 (12洞3里)
  - 鏡城郡九徳里を編入。
  - 鳳岩里の一部が分立し、楽園洞・セゴリ洞・鳳泉洞が発足。
  - 羅北里が羅北洞に昇格。
  - 九徳里が恩徳洞に昇格。
- 1985年7月 - 清津直轄市の降格に伴い、咸鏡北道清津市羅南区域となる。(12洞3里)
- 1987年 (15洞3里)
  - 楽園洞の一部が清津市松坪区域農圃一洞の一部と合併し、楽園一洞が発足。
  - 楽園洞の残部が清津市松坪区域農圃一洞の一部と合併し、楽園二洞が発足。
  - 鳳泉洞の一部が分立し、鳳泉一洞が発足。
  - 鳳泉洞の残部が清津市富潤区域漁游里の一部と合併し、鳳泉二洞が発足。
  - 羅北洞が分割され、羅北一洞・羅北二洞が発足。
- 1991年 (18洞3里)
  - 鳳泉二洞が分割され、富岩洞・龍川洞が発足。
  - 鳳泉一洞の一部が分立し、鳳泉二洞・鳳泉三洞が発足。
- 1993年1月 - 清津市富潤区域富潤一洞・富潤二洞・千水洞・古城一洞・古城二洞・ソンバウィ洞・阿陽洞・漁游里を編入。(18洞1労働者区4里)
  - 富潤一洞・富潤二洞・千水洞・古城一洞・古城二洞・ソンバウィ洞・阿陽洞が合併し、富潤労働者区が発足。
- 1994年3月 - 富潤労働者区・漁游里が新設の清津市富潤区域に編入。(18洞3里)
- 1999年 - 檜郷里が檜郷洞に昇格。(19洞2里)

#### 羅南市
- 1914年 - 咸鏡北道鏡城郡梧村面として発足。
- 1920年 - 咸鏡北道庁が鏡城から羅南に移転した。
- 1930年 - 鏡城郡梧村面の一部が分立し、羅南面が発足。
- 1931年 - 羅南面が羅南邑に昇格。
- 1940年3月 - 羅南邑の一部が清津府に編入。
- 1943年 - 羅南邑が清津府に編入。
- 1945年(光復直後) - 咸鏡北道清津府、鏡城郡龍城面の各一部が合併し、羅南市が発足。
- 1949年 - 清津市の一部を編入。
- 1952年12月 - 郡面里統廃合により、咸鏡北道羅南市、鏡城郡鏡城面の一部地域をもって、羅南市を設置。羅南市に以下の里が成立。(13里)
  - 羅興里・平和里・梨谷里・豊谷里・解放里・新興里・檜郷里・龍岩里・鳳岩里・羅北里・漁游里・龍川里・富潤里
- 1955年 (6洞7里)
  - 羅興里が羅興洞に昇格。
  - 平和里が平和洞に昇格。
  - 梨谷里が梨谷洞に昇格。
  - 豊谷里が豊谷洞に昇格。
  - 解放里が解放洞に昇格。
  - 新興里が新興洞に昇格。
- 1960年10月 - 羅南市廃止。
  - 羅興洞・平和洞・梨谷洞・豊谷洞・解放洞・新興洞・檜郷里・龍岩里・鳳岩里・羅北里・漁游里・龍川里・富潤里が新設の清津市羅南区域に編入。

## 交通
- 平羅線
  - 羅南駅

## 施設
- 羅南製薬工場

## 出身者
- 若秩父髙明 － 羅南陸軍官舎で生まれる。